# Rio Ciorga
O Rio Ciorga é um rio da Romênia, afluente do Timiş, localizado no distrito de Braşov.